# 10067 Bertuch
10067 Bertuch este un asteroid din centura principală de asteroizi.

## Descriere
10067 Bertuch este un asteroid din centura principală de asteroizi. A fost descoperit pe 11 ianuarie 1989 la Tautenburg de Freimut Börngen. Asteroidul prezintă o orbită caracterizată de o semiaxă mare de 2,24 ua, o excentricitate de 0,09 și o înclinație de 1,8° în raport cu ecliptica.